# アサヒ軽金属工業
アサヒ軽金属工業株式会社（アサヒけいきんぞくこうぎょう）は、大阪府大阪市中央区道修町に本社を置く、圧力なべ・フライパンなどの製造販売を行う企業である。1944年創業。

## 会社概要
鍋・釜を中心とする調理器具の製造販売を行う企業。特に2.44気圧という高圧力を使用した、家庭用圧力鍋「活力なべ」は同社を代表する製品の一つであり、テレビCMの他、雑誌での記事に加え、新聞広告のチラシ等でも広告展開がされている製品の一つとして知られる。
近年ではローカロリーのヘルシー志向に際して、水や油を使わずに調理可能かつ、またオーブン機能も有した「オールパン」などがロングセラー商品となっている。
元々は戦時中の物質難の最中に発足したこともあり、長きに渡って使われる製品の開発を目指していたことから、その精神が現在に至るまで同社に息づいている。
創業当初は炊飯用の釜や日本陸軍向けの飯盒の製造が中心で、終戦後はガス炊飯器の製造を主に行っていたが、現在は健康志向の調理器具をメインとした商品の企画・販売を主に行っている。

## 沿革
- 1944年5月 アサヒ軽金属工業所創業
- 1947年6月 法人組織に変更し、アサヒ軽金属工業株式会社設立
- 1952年4月 中小企業庁長官より優秀賞を受賞
- 1953年7月 大阪府知事より、優秀工場として表彰される
- 1954年2月 日本工業規格工場として許可される。
- 1960年9月 通産省（当時）より、製品4点にGマーク選定
- 1962年7月 ガス自動炊飯器を開発販売
- 1963年7月 日本初のアルミホーロー鍋を開発販売
- 1976年 「活力なべ」を開発・販売開始
- 1977年7月 兵庫県加西市に兵庫工場を建設・稼動開始
- 2003年8月 「オールパン」を開発・販売開始
- 2009年2月 「ゼロ活力なべ」を開発・販売開始
- 2018年11月 中国に現地販売会社「蘇州阿莎希貿易有限公司」を設立
- 2023年8月 本社を大阪市中央区瓦町から同区道修町に移転

## 事業所
本社
大阪府大阪市中央区道修町3-3-3 アサヒ軽金属ビル
兵庫工場
兵庫県加西市朝妻町 加西工業団地内

## 主な製品
- ゼロ活力なべ
- オールパン
- スペースパン
- 天使シリーズ - 一人暮らし専用の小型調理器具シリーズ
- ドクターマット
- 電子レンジ調理器具 他

## 宣伝活動
大阪に本社を置く企業であるため、関西を中心にCMが放映されている。中でも毎日放送との関係が強く、長年に渡って平日の昼に放送されていた『ちちんぷいぷい』（1999年 - 2021年）内でスポンサーを担当する一方、同番組内の一コーナー”キッチンぷいぷい”において、同社製の料理器具も提供していた。関西地区以外では、『ひるおび!』（TBS系列）内のJNNニュースでCMが放映されている他、また新聞広告でチラシが入ることなどから、一定の知名度を持つ。ラジオでは、大阪のFM COCOLO『CIAO 765』のスポンサーになっている。